# J Álvarez
Javid David Álvarez Fernández (San Juan, Puerto Rico; 13 de diciembre de 1983), conocido artísticamente como J Álvarez, es un cantante y compositor puertorriqueño de ascendencia dominicana. A lo largo de su carrera, se ha destacado en el género del reguetón, aunque también ha interpretado otros estilos de música urbana y latinoamericana.
Álvarez ha sido nominado en la categoría de mejor álbum urbano en los Premios Grammy Latinos 2012, su álbum Otro nivel de música: reloaded. También cuenta con su propia compañía musical, On Top of the World Music.
Hasta la fecha, su discografía incluye:
```
10 Álbumes de estudio, 2 Álbumes de en vivo, 10 Mixtapes, 5 Double Single, 11 EPs, 5 Mixeos, 5 Álbumes colaborativos, 50 Recopilaciones
```

Con 16 años de trayectoria, ha lanzado mixtapes exclusivos que han sido regalos para sus fanáticos durante giras y eventos en las discotecas.
Esta impresionante cantidad de lanzamientos ha contribuido a su reconocimiento como uno de los exponentes más importantes en el género, consolidando su lugar en la industria musical. Su capacidad para lanzar de manera constante nueva música y proyectos demuestra su dedicación y conexión con sus fanáticos

## Biografía
De padres dominicanos, su música fue inspirada por el hip hop en inglés de los años 1989 y 1990 de grupos como A Tribe Called Quest y raperos como Q-Tip y Busta Rhymes.
Durante 1997, con el alias Little Killa y con la canción «Presten atención» apareció para la producción 357: The Criminal Mind Clan. En 1998, apareció en el álbum Union Tropical con la canción «Donde te has ido amor» junto Sandra Lorenti y en el álbum En Guerra del exponente Falo con la canción «Color de rosa».
En 1999, apareció por última vez en la producción Baby 69 con la canción «Satisfacción» junto a Los Panchos. A pesar de esto, al cantante se le hacia difícil conseguir más posibilidades musicales y como resultado, decidió dejar la música En el Año 2000 y dedicarse a otro pasatiempo mientras tanto, uno de ellos fue el baloncesto.

## Carrera musical

### 2008-2012: Inicios musicales
Firmó en 2008 con el productor DJ Nelson, al que conoció gracias a su primo y debutó como J Álvarez con la canción «Desde que te vi», que según palabras del cantante fue una canción que escribió a los 11 años. Lanzó El dueño del sistema en 2009 y El movimiento: The Mixtape en 2010.
En 2011, lanzó su primer álbum de estudio, Otro nivel de música, el cual contó con la canción «La pregunta». Lanzó Otro nivel de música: Reloaded en 2012, el cual contó con 15 canciones nuevas para su lanzamiento y lanzó Imperio Nazza: J Álvarez Edition, producido por Musicólogo & Menes.

### 2013-2016: On Top Of World Music
Fundó su propia compañía On Top Of World Music en 2013 para impulsar la carrera de nuevos artistas de reguetón o R&B como Alex Rose, Carlitos Rossy, Gaona, Persa La Voz y lanzó con su compañía un álbum de varios artistas titulado 1K El Futuro para presentar nuevos talentos de la música. En 2014, lanzó De camino pa' la cima, el cual contó con la canción «Amor en practica» y en 2015, lanzó la reedición con treinta y tres canciones y colaboraciones de Wisin, Jowell & Randy, Cosculluela y Tego Calderón.
En 2016, lanzó su tercer álbum de estudio,Big Yauran, que contó con la canción «Haters», y posteriormente la canción tuvo una remezcla con los cantantes de trap latino Almighty y Bad Bunny. Tuvo problemas con el exponente Daddy Yankee por la canción «Alerta roja», debido a que habría grabado para dicha canción pero fue sacado por el mismo J Alvarez, y posteriormente J Alvarez lanzaría el tema  «No Dudes» junto a Nicky Jam, y en menos de 24 horas fue bajado por el equipo de este último, por lo que Álvarez demostró su descontento con estos hechos, aunque tiempo después arreglarían sus diferencias.
Durante 2016, también lanzó su primer álbum en vivo Desde Puerto Rico Live, el cual contó con dieciséis canciones, las cuales ocho fueron canciones nuevas, entre ellas colaboraciones con Maluma, Tito El Bambino, Ken-Y y Franco El Gorila.

### 2017-presente:La fama que camina
Publicó su cuarto álbum de estudio, La fama que camina, con algunas colaboraciones de artistas como Zion & Lennox, Bad Bunny y Miky Woodz. Contó con el sencillo «Esa boquita» y de manera simultánea, publicó una web serie mostrando los detrás de escenas, grabaciones y encuentros con otros artistas como parte del álbum. El sencillo «Rico Suave», recibió una Certificación de Oro de la RIAA, por lo que el compositor EFKTO se desahogó en su cuenta de Instagram tras ser víctima de otros productores que "no le daban los créditos que merece".
Durante 2019, comenzó la promoción de su disco con varios lanzamientos, los cuales fueron ediciones nuevas del disco tituladas 1.5 y Vol. 2, con 12 canciones en cada una y que contaron con colaboraciones de artistas como Jowell & Randy, Cosculluela, Darkiel, Miky Woodz, Rauw Alejandro, Jon Z, Pusho, El Alfa, entre otros. Como resultado de la buena recepción, lanzó otras dos ediciones más para finalizar la era, tituladas Unplugged y Extended Play, que fueron de corta duración.
En 2020, lanzó el doble EP titulado, El Jonson: The Soundtrack o simplemente El Jonson, que contó con dos versiones diferentes, las cuales se titularon Side A y Side B, dichos EPs contaron con las colaboraciones de Farina, Rauw Alejandro, El Alfa, Casper Mágico, De La Ghetto, Mackie, entre otros. En 2022 lanzó su sexto álbum de estudio, llamado El Toque de Midas, que contó con las colaboraciones de Alexis, Wyclef Jean, Carlitos Rossy, Franco El Gorila, Juhn El All Star y Ñengo Flow, entre otros.
En 2023, lanzó un sencillo titulado «La Ideal» junto a Jory Boy, que formó parte del primer proyecto de música cristiana por parte del productor Boy Wonder CF titulado Chosen Few Fe.
El 21 de abril de 2024, junto al el cantante chileno AK4:20, lanzaron el tema «2012»que logró llegar al top 10 de canciones más reproducidas en Chile y se mantuvo en el top 50 por más de 2 meses.La canción actualmente cuenta con más de 13 millones de reproducciones en Spotify.

## Vida personal
Confirmó en una entrevista que estuvo en la cárcel por cinco años, esto por el delito de narcotráfico; originalmente su condena consistía de diez años, pero por buena conducta fue reducida, saliendo en libertad en 2007.
Contrajo una relación sentimental con Maribel, con quien se casó en 2007 y con quien es padre de gemelos. Como pasatiempo, se dedica a jugar baloncesto.

## Estilo musical
Varios críticos han destacado el uso de ritmos R&B por sobre las bases de hip-hop, afirmando en algunas entrevistas que desde joven ha mezclado ese género con otros, como la salsa, teniendo a Frankie Ruiz, Jerry Rivera, Víctor Manuelle y Marc Anthony como algunos de sus exponentes favoritos.

## Discografía

### Álbumes de estudio
- 2011: Otro nivel de música
- 2012: Otro nivel de música Reloaded
- 2014: De camino pa' la cima
- 2014: De camino pa' la cima (Deluxe Edition)
- 2015: De camino pa' la cima (Reloaded 2.0)
- 2016: Big Yauran
- 2018: La fama que camina
- 2020: El Jonson
- 2022: El Toque de Midas
- 2024: Cash Flow
- 2025: FREEDOM (Coming Soom)

### Álbumes en vivo
- 2016: Desde Puerto Rico Live
- 2024: Desde Chile Live

### Mixtapes
- 2009: El dueño del sistema
- 2009: El dueño del sistema (Special Edition)
- 2010: El movimiento
- 2012: Imperio Nazza: J Alvarez Edition
- 2019: La fama que camina 1.5
- 2019: La fama que camina 2
- 2021: El Jonson Deluxe
- 2021: El Jonson Reloaded
- 2023: ETDM Deluxe
- 2023: ETDM Reloaded

### Double Single
- 2009: Que Lo Que
- 2010: Pegaíta A La Bocina
- 2014: Quiero Hacértelo (Junto a Tego Calderon)
- 2018: De la Mia Personal (Tropical Pack)
- 2024: La Propuesta Live en Chile (Casa Parlante)

### MIXEOS
- 2011: DJ Nelson Presenta - Megamix J Alvarez
- 2012: Dj Sincero Presenta J Alvarez - El Dueño Del Sistema (The Mixtape)
- 2012: Dj Sincero - Leaders Of The New School [Part 2] (J Alvarez, Farruko, Gotay, Nova & Jory)
- 2013: LMP Presenta J Alvarez - La Trayectoria (Mix by Dj Santana)
- 2013: Dj Sincero Presenta J Alvarez Y Daddy Yankee - Money Power Respect

### Álbumes colaborativos
- 2019: The Ceo & The President (junto a Carlitos Rossy)
- 2021: Los Jonson (junto a Genio)
- 2021: Legado (junto a Jonna Torres)
- 2021: Legado (Mixtape) (junto a Jonna Torres)
- 2022: Lega2 (junto a Jonna Torres)

### Recopilatorios
- 2014: Lo Que No Puede Faltar En Tu Colección
- 2015: Le Canta al Amor
- 2015: La Fama Que Camina RD
- 2015: La Fama Que Camina (Mixtape)
- 2016: La Fama que Camina [The Street Soldier]
- 2017: The Latest Hits
- 2017: Trap List
- 2018: Remixes
- 2018: The Lost Tape
- 2019: El dueño del sistema 2
- 2019: Otro Nivel de musica 2
- 2020: Big Yauran 2
- 2020: El Movimiento 2
- 2020: The Playlist
- 2020: Live
- 2020: Top Hits
- 2020: El Jonson (Side A)
- 2020: El Jonson (Side B)
- 2020: El Jonson Top Tracks
- 2021: Timeless
- 2021: The New Wave Mixtape
- 2021: El Presidente
- 2021: Remixes 2
- 2021: The Lost Tape 2
- 2021: Greatest Hits
- 2021: The Playlist 2
- 2021: Feliz Navidad
- 2022: The Lost Tape 3
- 2022: Le Canta al Amor 2
- 2022: Intocable Mixtape
- 2022: El Presidente 2
- 2022: El Jonson Top Tracks 2
- 2022: Timeless 2
- 2022: The Playlist 3
- 2022: Feliz Navidad 2
- 2023: 15
- 2023: Le Canta al Amor 3
- 2023: BIg Yauran 3
- 2023: Lingotes Vol. 1
- 2023: Lingotes Vol. 2
- 2023: Lingotes Vol. 3
- 2023: Feliz Navidad 3
- 2024: 16
- 2024: Le Canta al Amor 4
- 2024: ELPDDP, Vol.1
- 2024: ELPDDP, Vol.2
- 2024: El Toque Recap
- 2024: Feliz Navidad 4
- 2025: 17
- 2025: Le Canta al Amor 5

## Producciones discográficas
- 2012: Antes de La Fama (The Mixtape) "Axcel & Andrew"
- 2012: La Voz de la Calle (The Mixtape) "Persa"
- 2013: The Multi Album "Benyo El Multi"
- 2013: 1K El Futuro
- 2013: La Mina De Oro "Gaona"
- 2014: La Nueva Adquisición "Prynce el Armamento Lirical"
- 2014: La Mansión "Carlitos Rossy"
- 2015: Global Service
- 2016: Gold Member "Carlitos Rossy"
- 2017: Los Dueños de la Avenida '"Pancho & Castel"
- 2018: Dolce Vita "Jorgie Milliano & Carlitos Rossy"
- 2018: Buena Música (The Mixtape) "Carlitos Rossy"
- 2019: La Tempura, Vol. 1 "Jonna Torres"
- 2019: La Tempura, Vol. 2 "Jonna Torres"
- 2019: Unfold The Playlist "Jonna Torres"
- 2019: Anomalía, Vol. 1 "Jonna Torres"
- 2020: Erotismo "Jonna Torres"
- 2020: Nostalgia "Jonna Torres"
- 2020: Saoco "Jonna Torres"
- 2020: La Mansión, Vol. 2 "Carlitos Rossy"
- 2020: El De La Avenida "Pancho"
- 2021: La Tempura, Vol. 3 "Jonna Torres"
- 2021: La Tempura, Vol. 4 "Jonna Torres"
- 2021: La Caja de Pandora "Jonna Torres"
- 2022: La Caja de Pandora, Vol. 2 "Jonna Torres"
- 2022: Global Service, Vol. 2

## Premios y nominaciones

### Premios Grammy Latinos
| Año  | Trabajo nominado                                           | Categoría                       | Resultado |
| ---- | ---------------------------------------------------------- | ------------------------------- | --------- |
| 2012 | Otro Nivel De Música Reloaded                              | Mejor Álbum de la Música Urbana | Nominado  |
| 2015 | Una cita (remix) (feat. Alkilados, El Roockie y Nicky Jam) | Mejor Interpretación Urbana     | Nominado  |
| 2017 | Big Yauran                                                 | Mejor Álbum de la Música Urbana | Nominado  |